# Christian Henn
Christian Henn (n. 11 martie 1964, Heidelberg, RFG) este un ciclist german, medaliat olimpic. A participat la o ediție a Jocurilor Olimpice (1988) în care a câștigat o medalie de bronz.